# Puffin de Hutton
Puffinus huttoni
Espèce
Statut de conservation UICN

 EN B2ab(ii,iii) : En danger
Le Puffin de Hutton (Puffinus huttoni) est une espèce d'oiseaux de la famille des Procellariidae. Son nom scientifique comme son nom vernaculaire commémore l'ancien conservateur du musée de Canterbury à Christchurch, Frederick Wollaston Hutton.

## Répartition
Cette espèce ne niche qu'en Nouvelle-Zélande (île du Sud) et hiverne en Australie-Méridionale.